# نبردناو کلاس شارلمانی
نبردناو کلاس شارلمانی (به انگلیسی: Charlemagne-class battleship) یک کلاس از کشتی است که طول آن ۱۱۷٫۷ متر (۳۸۶ فوت ۲ اینچ) می‌باشد.